# ネール温度
| 物質名 | ネール温度 (K) |
| ------ | -------------- |
| MnO    | 116            |
| MnS    | 160            |
| MnTe   | 307            |
| MnF2   | 67             |
| FeF2   | 79             |
| FeCl2  | 24             |
| FeO    | 298            |
| CoCl2  | 25             |
| CoO    | 291            |
| NiCl2  | 50             |
| NiO    | 525            |
| Cr     | 308            |

ネール温度（ネールおんど、Néel temperature, TN）とは、反強磁性体が常磁性へと転移する温度である。即ち、物質中の部分格子が有限の自発磁化を示す温度である。反強磁性体やその変形であるフェリ磁性の理論的研究を行ったルイ・ネールに由来する。ネールはこの磁性分野の研究における貢献で1970年にノーベル物理学賞を受賞した。ネール温度以上では物質は常磁性体として振る舞い、この温度以下では秩序相の発達と共に徐々に容易軸方向の磁化率は低下する。通常の反強磁性体であれば、困難軸方向の磁化はネール温度以下では温度依存が少なく、ほぼ定数と見なせる状態となる。
ネール温度は強磁性体が常磁性体へと転移するキュリー温度 TCに類似している。反強磁性体とよく似た磁気構造を持つフェリ磁性や弱強磁性の場合の転移温度に対してもこの語は用いられるが、これらの系においては転移点以下で自発磁化を示すことから、強磁性体と同じくキュリー温度の語を用いる場合もある。